# Distretto di Namora
Il distretto di Namora è uno dei dodici distretti  della provincia di Cajamarca, in Perù. Si trova nella regione di Cajamarca e si estende su una superficie di 180,69 chilometri quadrati.

Istituito il 14 agosto 1920, ha per capitale la città di Namora; al censimento 2005 contava 8.552 abitanti.